# Stearylalkohol
Stearylalkohol (oktadekan-1-ol) je nasycený mastný alkohol s nerozvětveným řetězcem obsahujícím 18 atomů uhlíku. Využití má v kosmetických přípravcích, například se přidává do šamponů a kondicionérů a stearylheptanoát, jeho ester s kyselinou enanthovou (heptadekanovou), lze nalézt ve většině očních linek.
Stearylalkohol se vyrábí katalytickou hydrogenací kyseliny stearové. Jeho toxicita je nízká.